# Lena (Illinois)
Lena ist eine Gemeinde (mit dem Status „Village“) im Stephenson County im Nordwesten des US-amerikanischen Bundesstaates Illinois. Das U.S. Census Bureau hat bei der Volkszählung 2020 eine Einwohnerzahl von 2.772 ermittelt.

## Geografie
Lena liegt im Nordwesten des Stephenson County überwiegend in der West Point Township und zu kleineren Teilen in der Erin und der Kent Township. Der Ort liegt auf 42°22′46″ nördlicher Breite und 89°49′20″ westlicher Länge und erstreckt sich über 5 km². Die Grenze zu Wisconsin befindet sich 15,3 km nördlich, der Mississippi, der die Grenze zu Iowa bildet, liegt rund 50 km westlich.
Nachbarorte von Lena sind Orangeville (21,5 km nordöstlich), Cedarville (16,1 km östlich), Freeport (21 km südöstlich), Georgetown (27 km südlich), Stockton (18,2 km westlich), Nora (13,9 km nordwestlich) und Winslow (13,7 km nördlich).
Die nächstgelegenen größeren Städte sind Dubuque in Iowa (86,2 km westlich), Wisconsins Hauptstadt Madison (106 km nordnordöstlich), Rockford (68,2 km östlich) und die Quad Cities (157 km südwestlich).

## Verkehr
Etwa einen Kilometer südlich des Ortsrandes von Lena verläuft der U.S. Highway 20 in West-Ost-Richtung, der die kürzeste Verbindung von Dubuque nach Rockford bildet. Im Zentrum von Lena kreuzen die Illinois State Route 73 und der County Highway 6. Alle weiteren Straßen sind untergeordnete innerörtliche Straßen.
Durch das Zentrum von Lena verläuft in südost-nordwestlicher Richtung eine Eisenbahnlinie der Canadian National Railway, die von Chicago nach Westen führt.
Der nächstgelegene Flugplatz ist der 29,4 km südöstlich gelegene Albertus Airport bei Freeport, dem Zentrum der Region.